# 焕镛钩毛蕨
焕镛钩毛蕨（学名：Cyclogramma chunii）为金星蕨科钩毛蕨属下的一个种。其种加词“chunii”以植物学家陈焕镛的名字命名。